# Seseli libanotis
Seseli libanotis es una especie de planta herbácea perteneciente a la familia de las umbelíferas.

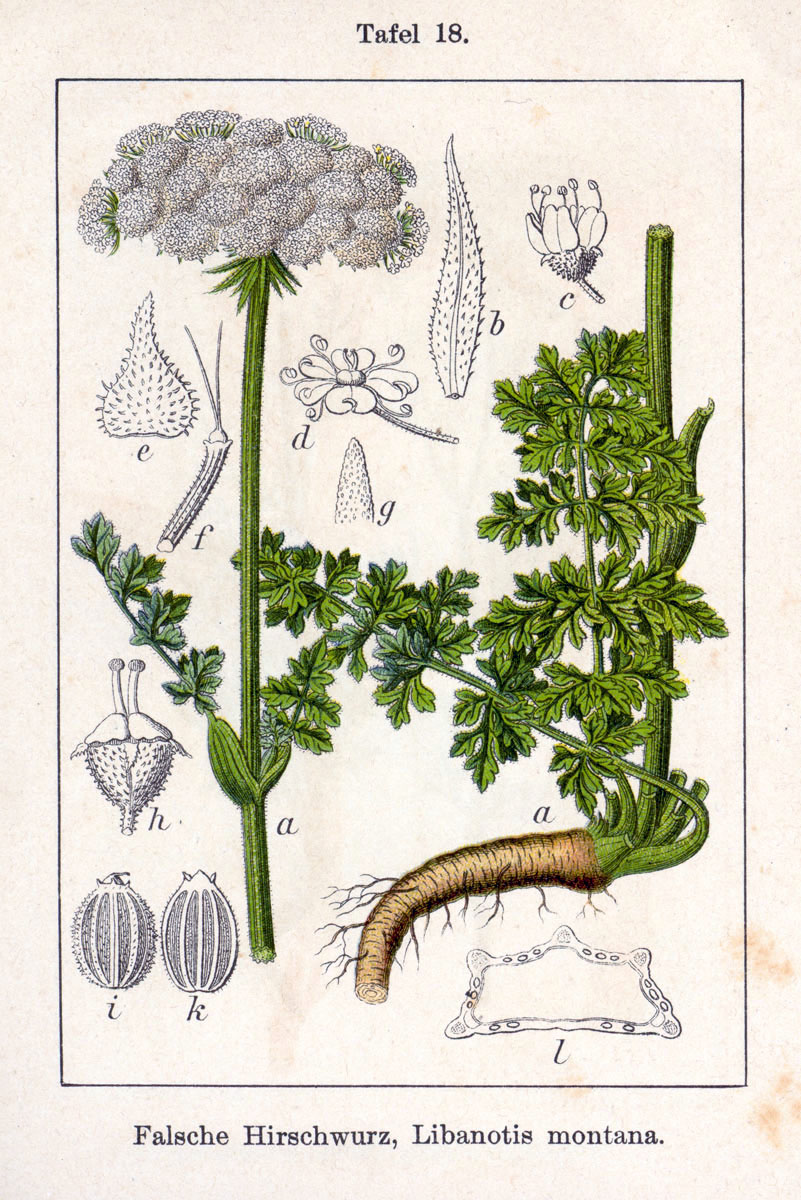
ILustración

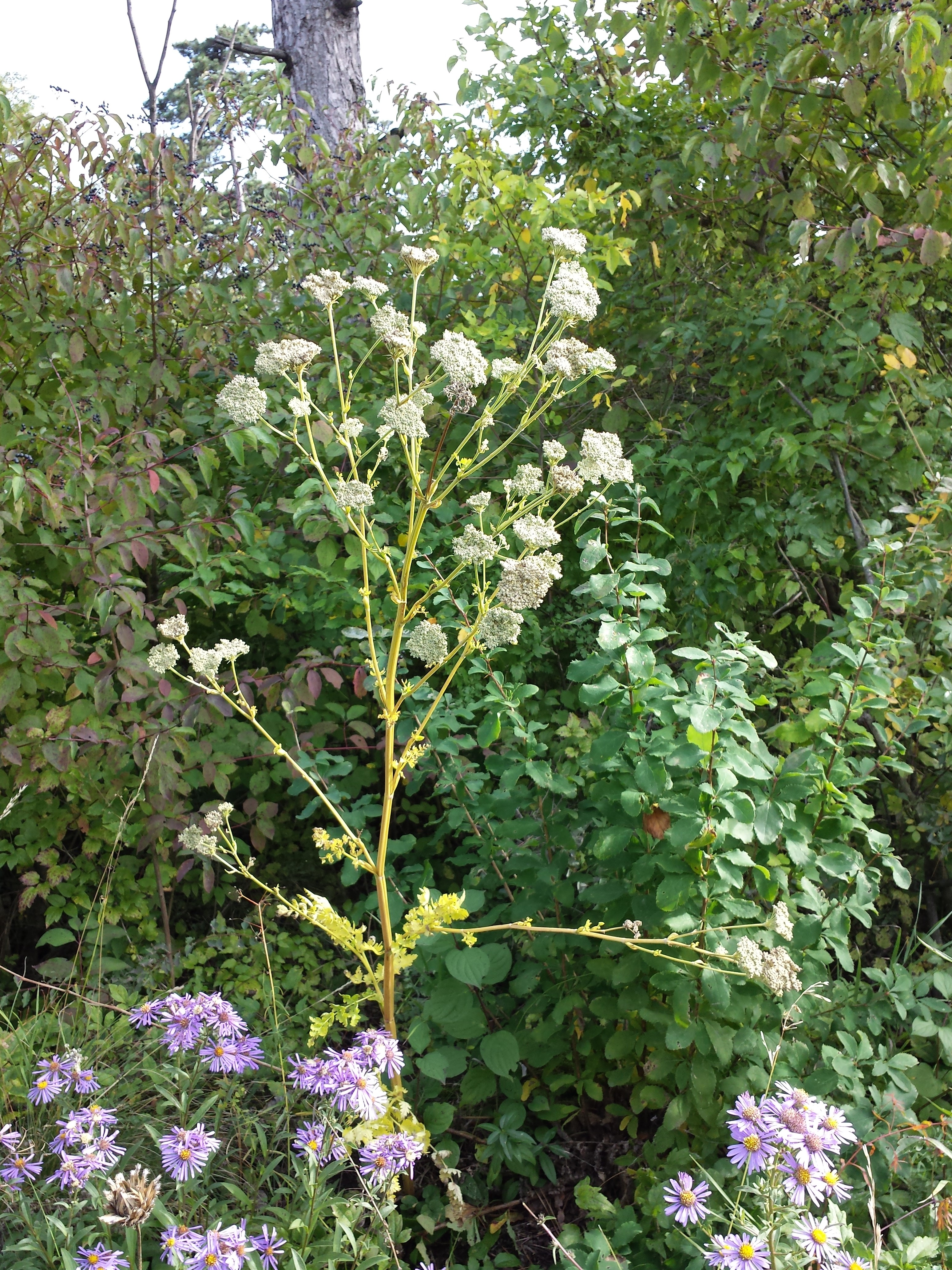
Vista de la planta

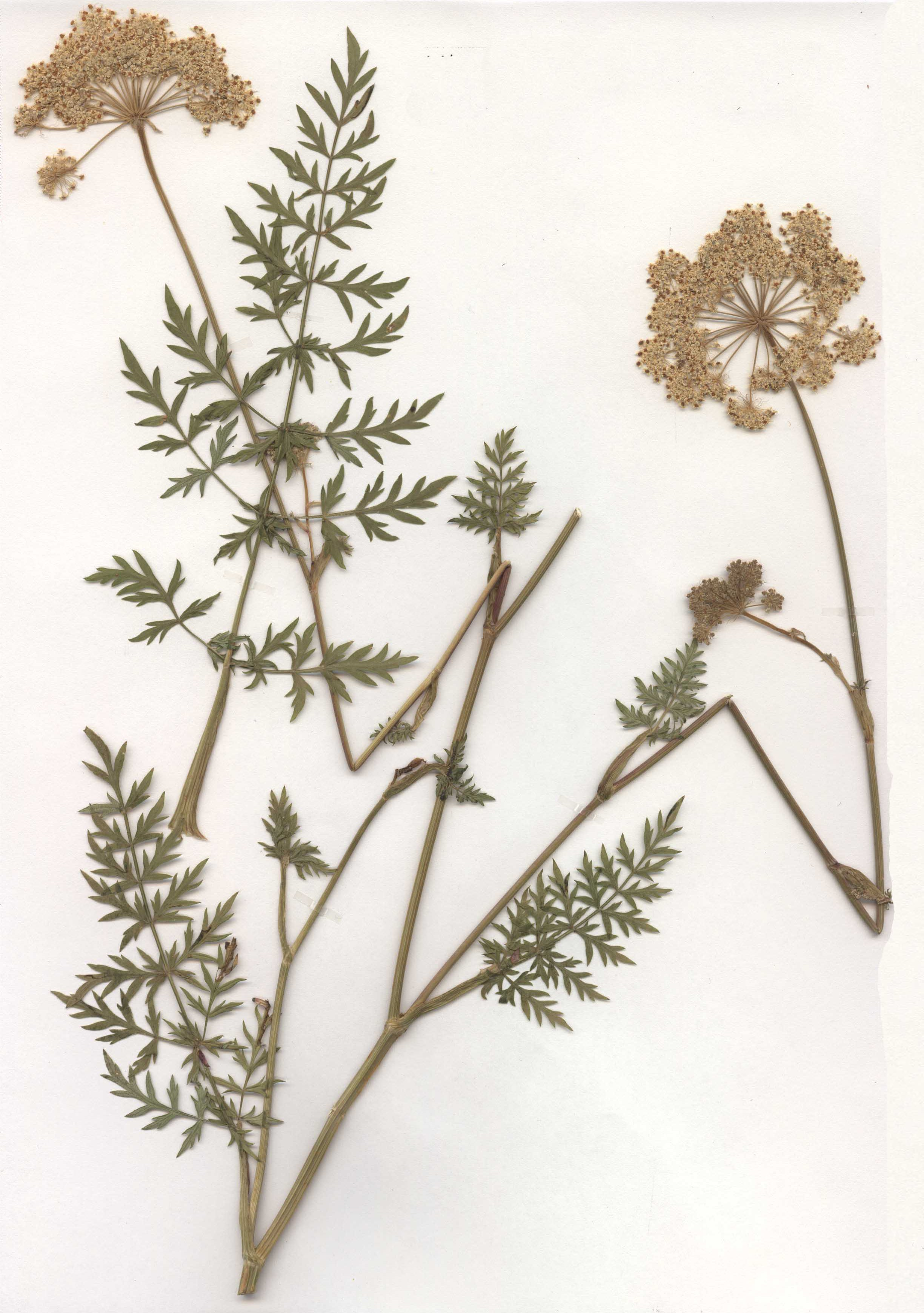
Detalles de la planta

## Descripción
Es una planta perenne, en ocasiones bienal, herbácea, de glabra a pubescente, con raíz napiforme. Tiene tallos de 3-70(90) cm de altura, erectos, ramificados, con ramas generalmente divaricadas desde la base, estriados, glabros o finamente escábridos, con restos fibrosos en la base. Hojas basales de 0,7-12 × 0,3-7 cm, 2-3 pinnatisectas, de contorno oblongo, con pecíolo generalmente más largo que el limbo, rígidas, glabras o finamente escábridas en los nervios y márgenes, con divisiones de último orden de 1-10 × 0,4-1,5 mm, de lineares a linear-triangulares, agudas; hojas caulinares progresivamente más cortas y menos divididas, las superiores generalmente pinnatisectas, vainas 0,1-1 × 0,4-5 mm. Las inflorescencias en umbelas terminales y laterales, con 10-46 radios de 20-67 mm, iguales, glabros o escábridos. Brácteas 5-16, de 6-20 × 0,4-1,3 mm rara vez más largas que los radios, enteras o finamente denticuladas –en ocasiones dentadas o irregularmente laciniadas–, pelosas –principalmente por el envés–. Umbélulas con 13-45 radios de 1,5-8 mm, con frecuencia escábridos. Bractéolas (0)8-17, de 2-12 × 0,2-0,6 mm, de longitud similar a la de los radios, generalmente denticuladas o ciliadas, soldadas en la base. Cáliz con dientes de 0,25-0,5(0,7) mm, triangulares o linear-triangulares, de glabros a pelosos, persistentes y curvos en la fructificación. Pétalos 0,9-1,75 mm, elípticos u ovados, enteros, emarginados, con apéndice incurvado de 0,25-0,75 mm, glabros –en ocasiones finamente escábridos por la cara externa–, blancos o algo teñidos de rosa. Anteras 0,4-0,7 × 0,25-0,45 mm, amarillentas o de color crema; filamentos 0,6-2,6 mm. Estilos (0,8)1-1,7 mm en la fructificación, generalmente reflejos y mayores que el estilopodio, al cual se aplican. Frutos 2-4,5 mm, elipsoideos, de glabros a finamente escábridos o pelosos; mericarpos de sección pentagonal, con las 5 costillas primarias prominentes, sin costillas secundarias; vitas 1-3 en cada valécula, 2-4 comisurales. Tiene un número de cromosomas de 2n = 22.

## Distribución y hábitat
Se encuentra en prados, claros de bosque y rellanos rocosos, en todo tipo de substratos; a una altitud de 0-1900(2400) metros en Europa, Asia y Norte de África. N de la península ibérica.

## Taxonomía
Seseli libanotis fue descrita por (L.) Koch y publicado en Novorum Actorum Academia Caesareae Leopoldinae-Carolinae Germanicae Naturae Curiosorum 12(1): 111. 1824.
Citología
Número de cromosomas de Seseli libanotis (Fam. Umbelliferae) y táxones infraespecíficos: 2n=22
Sinonimia
- Libanotis intermedia Rupr.
- Libanotis leiocarpa Simonk.
- Libanotis montana Crantz
- Libanotis montana subsp. bipinnata Dostál
- Libanotis pyrenaica Bourg.
- Libanotis pyrenaica subsp. bipinnata Holub
- Libanotis pyrenaica subsp. montana Lemke & Rothm.
- Libanotis taurica N.I. Rubtzov
- Libanotis vulgaris DC.
- Ligusticum divaricatilobum Clos
- Seseli intermedium N. Vodopianova
- Seseli libanotis var. bipinnatum Čelak.
- Seseli libanotis subsp. intermedium P.W. Ball[4]
- Athamanta daucifolia Host
- Athamanta libanotis var. pyrenaica (Jacq.) Willd.
- Athamanta libanotis L.
- Athamanta montana var. sibirica (L.) Patze, E. Mey. & Elkan
- Athamanta pubescens DC. in Lam. & DC.
- Athamanta pyrenaica Jacq.
- Athamanta sibirica L.
- Crithmum pyrenaicum L.
- Libanotis candollei Lange in Willk. & Lange
- Libanotis daucifolia (Host) Rchb.
- Libanotis gracilis Rchb.
- Libanotis montana var. gracilis (Rchb.) Kauffm.
- Libanotis montana var. leiocarpa Heuff.
- Libanotis montana var. pubescens (DC.) Lange in Willk. & Lange
- Libanotis pyrenaica subsp. athamantoides (Spreng.) Soó
- Libanotis pyrenaica subsp. montana (Crantz) Lemke & Rothm.
- Libanotis vulgaris var. pubescens (DC.) DC.
- Ligusticum athamantoides Spreng.
- Ligusticum sibiricum (L.) Spreng.
- Seseli athamantoides (Spreng.) H.J. Coste
- Seseli vulgare Bubani[5]